# Wikifunkcje
Wikifunkcje (ang. Wikifunctions) – wspólnie redagowany katalog funkcji (podprogramów) umożliwiający tworzenie, modyfikowanie i ponowne wykorzystanie kodu źródłowego. Funkcje te mają wykorzystywać dane wejściowe, stosować algorytm i obliczać dane wyjściowe, które można przełożyć na jeden z języków naturalnych, aby odpowiedzieć na konkretne pytania. Np. prosta funkcja może polegać na obliczeniu, ile dni minęło między czyjąś datą urodzenia a datą śmierci, a wynikiem byłaby długość życia danej osoby, fakt, który mógłby pojawić się w treści biografii tej osoby w Wikipedii.

## Historia
Wikifunkcje są ściśle powiązane z Abstrakcyjną Wikipedią (ang. Abstract Wikipedia), rozszerzeniem Wikidanych, umożliwiającym utworzenie niezależnej językowo wersji Wikipedii przy użyciu jej ustrukturyzowanych danych. Tymczasową nazwą była Wikilambda, ostateczna nazwa Wikifunctions została przyjęta 22 grudnia 2020. Jest to pierwszy projekt Fundacji Wikimedia uruchomiony od czasu powstania Wikidanych w 2012 roku, po trzech latach rozwoju. Wikifunkcje oficjalnie uruchomiono w lipcu 2023.